# 혈의 누
《혈의 누》(血-淚)는 소설가 이인직이 1906년 7월 22일에 발표한 장편 소설이다.

## 개요
이 소설은 1906년 7월부터 10월까지 《만세보》에 연재됐던 작품으로 이 소설 이전에도 여러 가지 신소설이 있었으나 《혈의 누》가 문학적인 수준이나 가치로 보아 우리 문학사상 최초의 신소설로 평가된다. 상편은 《만세보》 연재로 끝나고 하편에 해당하는 《모란봉》은 1913년 2월부터 6월까지 63회에 걸쳐 《매일신보》에 연재되다가 미완성으로 끝났다.

## 평가와 의의
이 작품은 청일 전쟁을 배경으로 하면서 10년 동안이란 시간의 경과 속에서 한국·일본·미국을 무대로, 여주인공 ‘옥련’의 기구한 운명에 얽힌 개화기의 시대상을 그리고 있다. 그리고 이러한 시대 현실의 반영을 통해서 자주 독립·신교육·신결혼관 등의 주제 의식을 보이고 있다.
이 소설은 낙관적 개화주의를 갖고 있다는 비판을 받기도 하나 다른 한편 대중도 쉽게 이해할 수 있는 구어체 문장을 사용했다는 점에서는 높이 평가되고 있다. 또 상투적인 한문구를 배제한 것도 이 소설의 성과이다. 이처럼 쉬운 문장은 20세기 초 한국 문학에서 볼 수 있는 특징으로, 훗날 한국어로 쓴 현대소설을 태동시키는 초석이 됐다. 하지만 후편인 《모란봉》의 경우 의병을 무지한 폭력 집단으로 비하하였으며 《혈의 누》도 조선에서 전쟁(청일전쟁)을 도발한 일본에 대한 비판보다는 오히려 일본 군인은 고아를 돌보는 좋은 사람인 양 미화하는 등 친일성이 농후하다. 물론 이는 당시 아시아의 지식인들이 메이지 유신으로 발전한 일본에 대해서 유학생을 보내기 운동을 할 정도로 경탄하고 있었던 시대상과 무관하지 않다. 다만, 이를 시대상으로 보기에는 이인직의 의도에 대한 검증은 필요하다. 혈의 누는 단순히 순수문학으로 접근하기 어려우며, 이완용의 비서로서의 이인직을 생각할 때, 혈의 누는 일본제국주의의 선전국장 격으로서의 이인직의 조선인들에 대한 각성을 촉구하는 내용이라고 볼 수 있다. 또한 옥련이 미국에서 유학하여 지식인으로 성장한다는 설정도 당시 윤치호나 안창호 등의 지식인들이 ‘예수교를 믿는 나라들은 모두 부강한 나라’라면서 스스로 개신교 신자가 되는 등 서양을 대한제국의 발전모델로 생각하던 시대상을 반영하고 있다.

## 줄거리
청일전쟁으로 혼란스러운 평양에서 일곱 살 난 옥련은 부모를 잃고 헤매다가 부상을 당한다. 그 뒤 일본인 군의관 이노우에에게 구출되고 일본에 있는 그의 부인에게 보내져 학교도 다닌다. 그러나 이노우에가 전사하자 개가를 꿈꾸는 부인은 옥련을 구박한다. 집을 나와 방황하던 옥련은 나라를 부강하게 하기 위해 유학가려던 구완서라는 청년을 만나 함께 미국으로 간다.
한편 모란봉 근처에서 남편과 딸을 잃고 헤매다가 실의에 빠진 옥련 어머니는 대동강에서 투신자살을 기도했으나 구출되고, 아버지는 구국을 위해 외국으로 유학간다. 옥련은 미국에서 고등소학교를 우등으로 졸업한 자신의 기사를 본 아버지와 만난 뒤 구완서와 약혼한다. 평양의 어머니는 죽은 줄만 알았던 딸로부터 편지를 받고 기뻐한다.

## 제목 논란
'혈의 누'라는 제목은 '피눈물'이라는 의미를 갖고 있다. 하지만, 한국 문법으로는 '혈루'가 옳은 말이며, '혈의 누'는 일본어의 문법을 적용한 것이다.

## 같이 보기
- 이인직